# Pazeh (Volk)
Die Pazeh oder Pazih (chinesisch: 巴宰族 Bāzǎi zú oder 巴澤海 Bāzéhǎi zú) sind ein taiwanisches Ureinwohnervolk. Ursprünglich in Westtaiwan ansässig, werden sie zu den Pingpu-Völkern („Völkern der Ebenen“) gezählt. Die meisten Pazeh leben heute im zentraltaiwanischen Puli (Nantou). Die Gesamtzahl der Stammesangehörigen wurde von der Pazeh-Kulturvereinigung (巴宰族文化協會) im Jahr 2008 auf über 5000 geschätzt.

## Geschichte

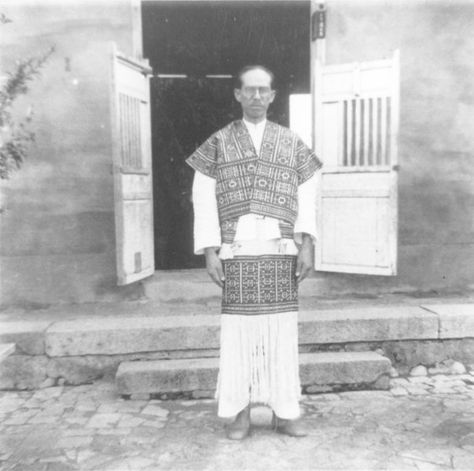
Mann in der Kleidung des Pazeh-Dorfs Anli, Foto aus der japanischen Kolonialzeit

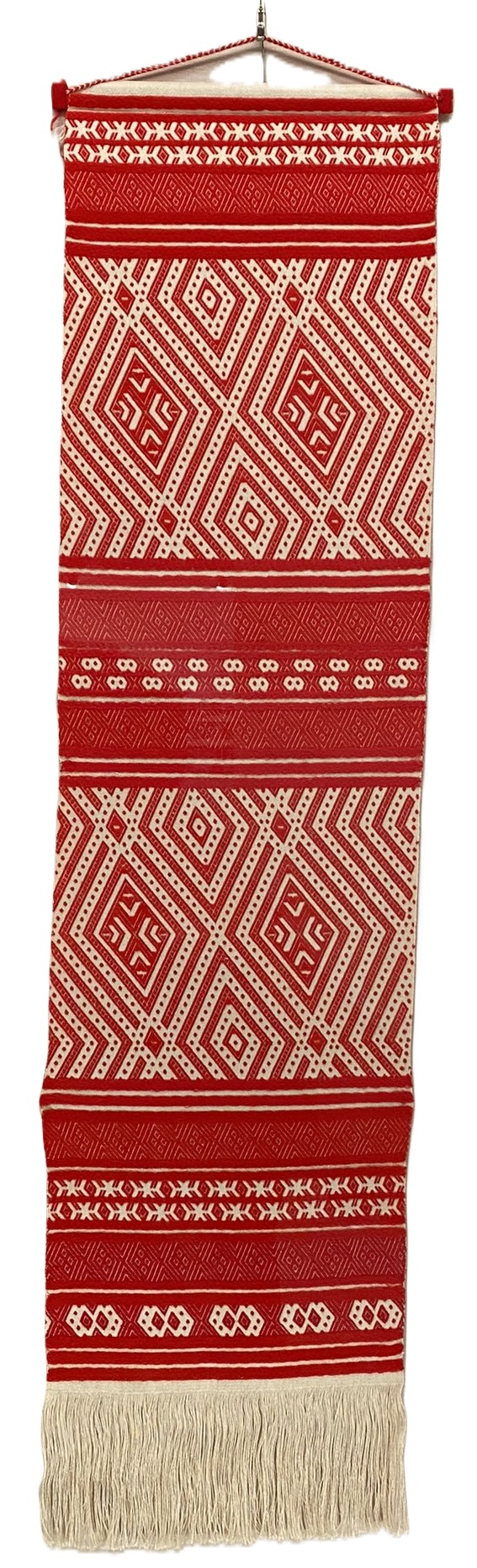
Zielwimpel für Wettläufe (Pazeh oder Kaxabu)

Die Pazeh siedelten ursprünglich im Taichung-Becken (台中盆地) im Gebiet der heutigen Bezirke Fengyuan, Houli und Shengang der Stadt Taichung. Sie standen in enger Beziehung zu ihren Nachbarvölkern, den Babuza, Papora und Hoanya, mit denen sie eine Stammeskonföderation, das Königreich Middag, bildeten. Die Konföderation, im 17. Jahrhundert kurzzeitig unter Kontrolle der Niederländer, bestand bis Anfang des 18. Jahrhunderts.
Infolge von Konflikten mit den zu Beginn der Qing-Herrschaft über Taiwan in großem Umfang einwandernden chinesischen Siedlern kam es 1731–1732 zu einem Aufstand der Pazeh und ihrer Verbündeten, den die Behörden mit Härte niederschlugen. Die Ureinwohner wurden dezimiert und ihr Lebensraum eingeschränkt.
Anfang des 19. Jahrhunderts zogen die meisten Pazeh wie auch andere Pingpu-Völker nach Puli im zentraltaiwanischen Landkreis Nantou. Hier wurden sie im selben Jahrhundert von Missionaren zum Christentum bekehrt. Bis heute beherbergt Puli die größte Pazeh-Gemeinschaft, allerdings sind viele ihrer Angehörigen, vor allem junge Leute, aus wirtschaftlichen Gründen in andere Gegenden Taiwans gezogen.

## Kultur

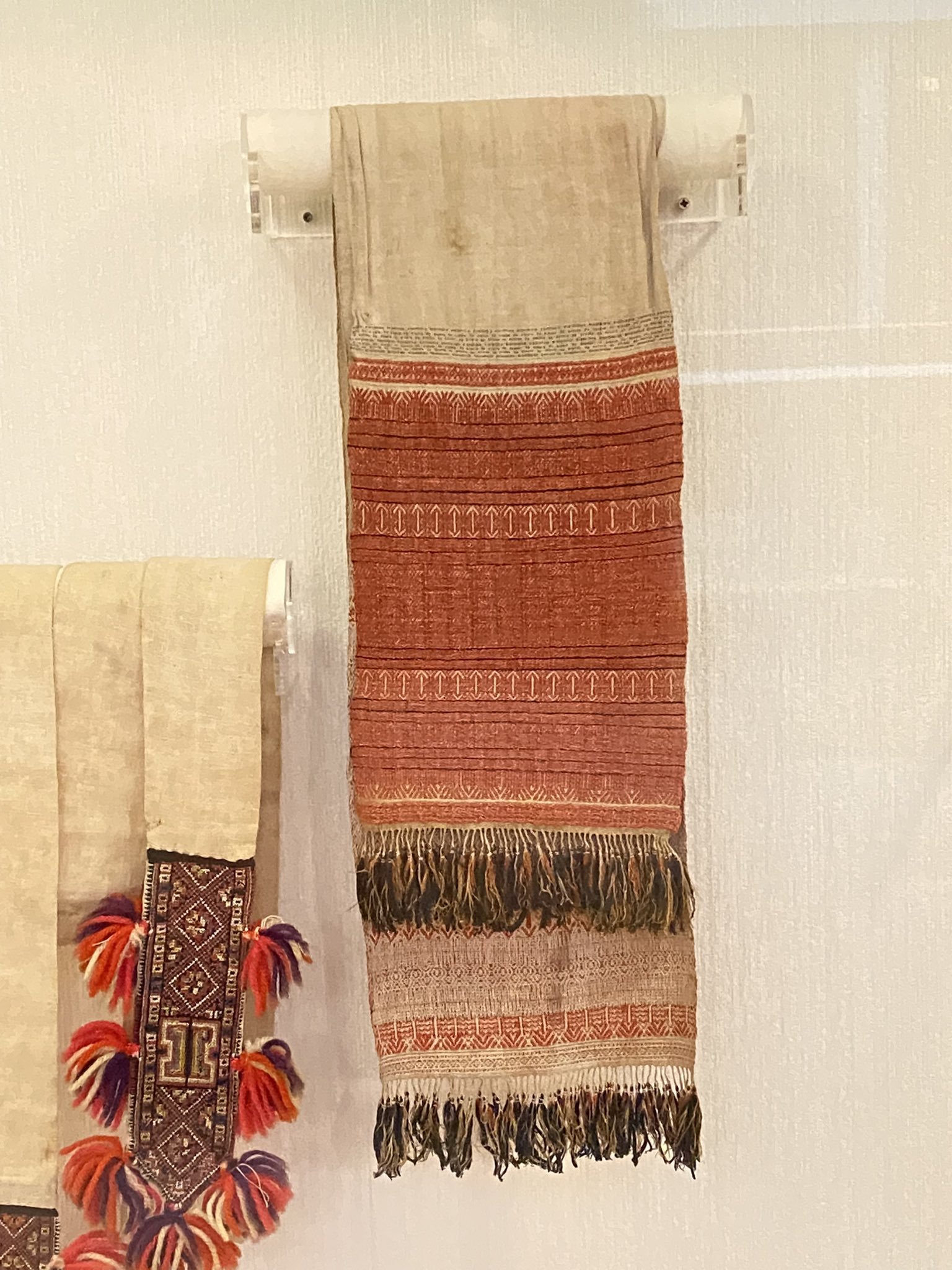
Pazeh-Hüfttuch

Die Pazeh-Sprache, wie alle Formosa-Sprachen austronesischen Ursprungs, ist mit dem Tod der letzten Muttersprachlerin im Jahr 2010 als Erstsprache ausgestorben Seit Beginn des Jahrtausends bemüht man sich jedoch um die Rekonstruktion und Wiederbelebung des Pazeh, erstellt Lehr- und Wörterbücher und organisiert Sprachkurse, sodass es weiterhin einige Sprecher gibt. Davon abgesehen verwenden die Pazeh die Sprachen der Mehrheitsgesellschaft Taiwanisch und Chinesisch.
In der traditionellen Pazeh-Religion stand die Verehrung von Ahnen und Göttern Mittelpunkt. Das bedeutendste Fest war das Ahnenfest im sechsten oder siebten Monat des Lunarkalenders.
Ein traditioneller Gesangsstil der Pazeh ist der Ayan, in dem Lieder mit religiösen, mythologischen oder historischen Inhalten vorgetragen wurden. In der Vergangenheit pflegten sich die Pazeh zu tätowieren.

## Gegenwart
Das heutige Siedlungsgebiet der Pazeh konzentriert sich auf die Region Ailan (愛蘭) Puli. Die dortige presbyterianische Gemeinde, der fast alle Stammesmitglieder angehören, spielte und spielt eine wichtige Rolle für das Zusammengehörigkeitsgefühl der Gemeinschaft und bei der Koordinierung von Bestrebungen zur Erhaltung und Wiederbelebung der traditionellen Pazeh-Kultur.
Die ebenfalls in Puli lebenden Kaxabu wurden früher aufgrund von Ähnlichkeiten in Sprache und Kultur zu den Pazeh gezählt, betonen heute jedoch ihre Eigenständigkeit und streben ihrerseits nach offizieller Anerkennung.
Am 26. Dezember 2006 beantragten die Pazeh beim Rat für indigene Völker (原住民族委員會) der taiwanischen Regierung (Exekutiv-Yuan) erstmals ihre offizielle Anerkennung als indigenes Volk Taiwans, die Bemühungen um diesen Status blieben jedoch bislang ohne Erfolg. Am 9. Mai 2024 stellten die Pazeh einen neuen Antrag.